# Valfin-sur-Valouse
Valfin-sur-Valouse ist eine ehemalige französische Gemeinde im Département Jura in der Region Bourgogne-Franche-Comté. Sie gehört zum Arrondissement Lons-le-Saunier und zum Kanton Moirans-en-Montagne. Die Einwohner werden Valfinois genannt. Valfin-sur-Valouse ist eine Commune déléguée in der Gemeinde Vosbles-Valfin mit 74 Einwohnern (Stand: 1. Januar 2022).

## Geografie
Im Westen bildete der Fluss Valouse die Gemeindegrenze. Valfin-sur-Valouse grenzt an die Ortschaften
- im Norden an Dramelay,
- im Osten an Chisséria und Saint-Hymetière,
- im Südosten an Genod,
- im Süden an Vosbles,
- im Südwesten an Charnod,
- im Westen an Montlainsia mit Lains und Dessia.

Valfin-sur-Valouse besteht aus den drei Ortschaften Soussonne, Sésigna und Sur-les-Creux.

## Geschichte
Am 1. Januar 2018 wurde Valfin-sur-Valouse mit der Nachbargemeinde Vosbles zur Commune nouvelle Vosbles-Valfin zusammengelegt.

## Bevölkerungsentwicklung
| 1962 | 1968 | 1975 | 1982 | 1990 | 1999 | 2006 | 2007 | 2017 |
| ---- | ---- | ---- | ---- | ---- | ---- | ---- | ---- | ---- |
| 98   | 89   | 90   | 80   | 73   | 91   | 88   | 88   | 73   |

## Sehenswürdigkeiten
- Kirche Sainte-Marie-Madeleine
- Schloss